# Cyathea lastii
Cyathea lastii är en ormbunkeart som beskrevs av Bak. Cyathea lastii ingår i släktet Cyathea och familjen Cyatheaceae. Inga underarter finns listade.